# Dmitrij Nikonow
Dmitrij Nikonow, ros. Дмитрий Никонов (ur. 17 października 1987) – rosyjski lekkoatleta specjalizujący się w trójskoku, brązowy medalista mistrzostw Europy juniorów w Kownie (2005).

## Sukcesy sportowe
| Rok  | Miasto | Zawody                      | Konkurencja | Wynik         |
| ---- | ------ | --------------------------- | ----------- | ------------- |
| 2005 | Kowno  | mistrzostwa Europy juniorów | trójskok    | brązowy medal |

## Rekordy życiowe
- trójskok – 16,43 – Tuła 04/07/2005
- trójskok (hala) – 16,07 – Wołgograd 09/02/2007